# Mesterséges bolygó
A mesterséges bolygók a Nap (vagy a jövőben más csillagok) körül keringő űreszközök. Az első mesterséges bolygó a szovjet Luna–1 űrszonda volt 1959-ben, amely miután 6000 km-re  megközelítette a Holdat, heliocentrikus pályára állt. A korai bolygókutató szondák a  célégitest melletti elrepülés után ugyancsak Nap körüli pályára álltak. Jelenleg más csillagok  körül még nincsenek mesterséges bolygók.
Megkülönböztetendő a mesterséges holdtól vagy műholdtól, amely mindig egy bolygó körül kering, annak holdjaként. A bolygók (természetesek vagy mesterségesek) a Nap körül keringenek.

## Mesterséges bolygók listája
(zárójelben az indító ország és az indítás éve)
- Luna–1 (Szovjetunió, 1959);
- Pioneer–5 (USA, 1960);
- Venyera–1 (Szovjetunió, 1961);
- Ranger–3 (USA, 1962);
- Mariner–2 (USA, 1962);
- Marsz–1 (Szovjetunió, 1962);
- Zond–1 (Szovjetunió, 1964);
- Mariner–4 (USA, 1964);
- Zond–2 (Szovjetunió, 1964);
- Pioneer–6 (USA, 1965);
- Pioneer–7 (USA, 1966);
- Mariner–5 (USA, 1967);
- Pioneer–8 (USA, 1967);
- Pioneer–9 (USA, 1968);
- Mariner–6 (USA, 1969);
- Mariner–7 (USA, 1969);
- Marsz–4 (Szovjetunió, 1973);
- Mariner–10 (USA, 1973);
- Helios–1 (Európa, 1974);
- Helios–2 (Európa, 1976);
- ICE űrszonda (USA, 1978);
- Vega–1 (Szovjetunió, 1984);
- Vega–2 (Szovjetunió, 1984);
- Sakigake (Japán, 1985);
- Giotto (Európa, 1985);
- Suisei (Japán, 1985);
- Ulysses (Európa, 1990);
- Nozomi (Japán, 1998);
- Stardust (USA, 1999);
- Spitzer (USA, 2003);
- Rosetta 2014-ig (Európa, 2004);